# Paweł Baraszkiewicz
Paweł Baraszkiewicz (Działdowo, Vármia-Masúria, 20 de maio de 1977) é um canoísta polaco especialista em provas de velocidade.

## Carreira
Foi vencedor da medalha de prata em C-2 500 m em Sydney 2000, junto com o seu colega de equipa Daniel Jędraszko.